# Сценическое имя
Артисти́ческий псевдони́м, или сцени́ческое и́мя, — разновидность псевдонима, который используют различные артисты, актёры, музыканты, комедианты и другие.

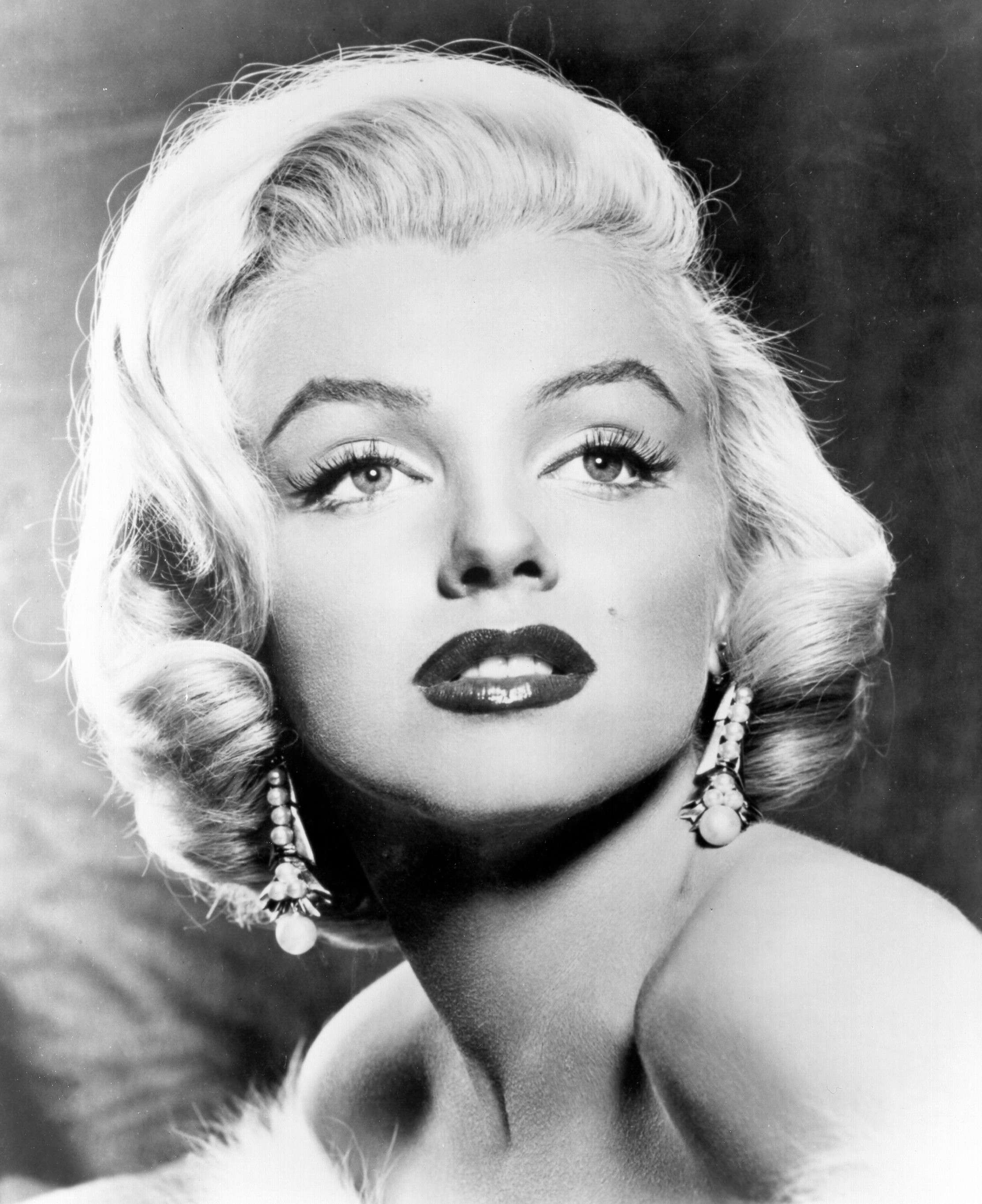
Мэрилин Монро (урождённая Норма Джин Мортенсон) взяла псевдоним в честь девичьей фамилии матери и имени звезды Бродвея 1930-х годов Мэрилин Миллер. Это стало её легальным именем в 1956.

Артисты берут себе псевдонимы по различным причинам, часто из-за того, что их настоящее имя представляется им недостаточно узнаваемым и запоминающимся по причине его неоднозначности или трудности произношения. Кроме того, артист может поменять имя, чтобы избежать путаницы с другим артистом, носящим похожее имя или псевдоним.